# Dorothea Binzová
Dorothea Binzová (16. března 1920 Templin – 2. května 1947 Hameln) byla během druhé světové války dozorkyně v Koncentračním táboře Ravensbrück.

## Biografie
Binzová se narodila v německé rodině střední vrstvy v Templinu. V srpnu 1939 se dobrovolně přihlásila do kuchyně v Ravensbrücku a následující měsíc dostala pozici jako dozorkyně. Sloužila pod Emmou Zimmerovou, Johannou Langefeldovou a Marií Mandlovou. Pracovala v různých částech tábora včetně kuchyně a prádelny. Byla povýšena a v letech 1943 až 1945 řídila výcvik a přidělovala povinnosti více než 100 ženským dozorkyním. Binzová údajně vyškolila některé z nejkrutějších ženských dozorkyň včetně Ruth Neudeckové. Svědkové dosvědčili, že když se objevila na Appellplatzu rozhostilo se ticho. Nesla v ruce bič, vedle sebe měla na vodítku německého ovčáka a dovedla během okamžiku ukopat vybranou vězeňkyni k smrti.

## Poválečné období
Binzová uprchla během pochodu smrti z Ravensbrücku. Byla zajata 3. května 1945 Brity v Hamburku a uvězněna v táboře Recklinghausen v Buchenwaldu. Byla odsouzena britským soudem ve věci Ravensbrück za spáchání válečných zločinů a odsouzena k trestu smrti. Dne 2. května 1947 byla oběšena na šibenici ve vězení v Hamelnu.